# Bramocharax bransfordii
Bramocharax bransfordii és una espècie de peix de la família dels caràcids i de l'ordre dels caraciformes.

## Morfologia
- Els mascles poden assolir 15 cm de llargària total.[5]

## Alimentació
Menja principalment peixos (cíclids i pecílids) i, en segon terme, insectes aquàtics i terrestres.

## Hàbitat
Viu en zones de clima tropical entre 23 °C - 36 °C de temperatura.

## Distribució geogràfica
Es troba a Centreamèrica: conques dels llacs Nicaragua i Managua.